# Salto Thomas
El salto Thomas es un movimiento extremadamente difícil y peligroso que se realiza durante el ejercicio de suelo en la gimnasia artística. El salto lleva el nombre de su inventor, el gimnasta estadounidense Kurt Thomas.

## Detalles técnicos
El salto Thomas consiste en un 1 ½ salto mortal hacia atrás en una posición agrupada o con forma de carpa con 1 ½ giro o un 1 ½ mortal hacia atrás en una posición estirada (recta) con 1 ½ giros.

## Prohibición
El movimiento está efectivamente prohibido ya que fue eliminado del Código de Puntos luego de varios accidentes graves, en particular la parálisis de Yelena Mújina en 1980. A partir del código de puntos 2017-2020, «no se permiten elementos que impliquen un mortal y medio con caída sobre las manos  y luego rebotar», prohibiendo efectivamente el salto Thomas tanto para hombres como para mujeres.